# Jean-Maurice Dehousse
Jean-Maurice Dehousse (n. 11 octombrie 1936, Liège, Valonia, Belgia – d. 9 februarie 2023, Waterloo, Valonia, Belgia) a fost un om politic belgian, membru al Parlamentului European în perioada 1999-2004 din partea Belgiei.